# Zeedijk (Nickerie)
De Zeedijk is een dijk in Nickerie, Suriname. Hij beschermt de plaats Nieuw-Nickerie en de omringende gebieden tegen de Atlantische Oceaan.

## Corantijnstrand
Sinds medio jaren 1970 eindigt de dijk bij het Corantijnstrand dat aan de monding ligt van de Corantijnrivier. Verder is er nog 't Strandje. Dit is een tweede strand achter de zeedijk, dat in 2024 werd opengesteld voor het publiek.

## Backtrack
Op de dijk bevindt zich de Backtrack, van waaruit de illegale, gedoogde oversteek naar Guyana gemaakt kan worden, met daarnaast een politiepost en een hindoetempel voor reizigers. Achter de dijk liggen rijstvelden.

## Geschiedenis
De aanleg van de dijk gaat terug naar het dorp Nieuw-Rotterdam aan de rechteroever van de Nickerierivier dat in 1820 werd gesticht en later door de golven in zee verdween. Ook het nieuw aangelegde dorp De Nieuwe Wijk moest vervolgens geëvacueerd worden voor de opkomende zee. Met Nieuw-Rotterdam gebeurde dit in 1870 en met De Nieuwe Wijk in 1879. Vervolgens werd de nieuwe plaats Nieuw-Nickerie gesticht aan de linkeroever en werd deze dijk ter bescherming aangelegd.
De dijk werd later verzwaard met grote rotsblokken. In 1975 startte een project van anderhalf jaar waarin de zeedijk werd verlengd tot aan het Corantijnstrand.